# Абраха
Абраха (такође познат као Абреха) (умро након 553. г. н. е; в. 525—најмање до 553.) такође познат и као Абраха ел Ашрам (арапски: أبرهة الأشرم), био еј Абисинијски и Аксумитски војни заповедник, затим поткраљ јужне Арабије која се налазила у саставу Аксумитске краљевине, а касније се прогласио за независног краља Химјара. Абраха је владао великим делом данашњег Јемена најмање од 531 -547. г. н. е. до 555 – 565. г. н. е.

## Каријера
Ду Нувас, јеврејски владар Химјарске краљевине на подручју данашњег Јемена у периоду 523-525. или 518-20 покренуо је војни поход против Аксумитских хришћана и њихових локалних Арапских хришћанских савезника. Аксумити у Зафару били су убијени, њихова тврђава на Јеменској висоравни уништена а Наџран опљачкан.
Наџран пао 518. или 523. године и многи чланови Химијарске хришћанске заједнице били погубљени што је пробудило велике симпатије широм хришћанског региона Оријента и због чега је Аксумитску војну интервенција била потпомогнута од стране византијске флоте први пут спроведена 518/523.
Абраха је био један од команданата или чланова једне од војски коју је предводио краљ Калеб од Аксума против Ду Нуваса. У својој историји Ел Табари је за Абраха рекао да је био командант друге армије коју је послао Калеб после првог неуспелог похода, који је предводио Ариат.
Према постојећим изворима Абраха је предводио војску од 100. 000 војника са стотинама слонова како би скршио отпор јеменске војске, након чега је Ду Нувас извршио самоубиство, а овај преузео власт и успоставио своје седиште у Сани. Међутим, он је изазвао гнев Калеба, одбивши да му пошаље данак па је зато овај послао свог војсковођу да од Абраха преузме место гувернера Јемена. Абраха се касније ослободио претње по своју власт спровевши двобој са Ариатом када је овај убијен а Абраха претрпео повреду која му је донела надимак Ел Срам "лице са ожиљком".
Према прокопију (Историја 1.2) 'Абраха је преузео контролу над Јеменом из Есимифеуса (Сумуафа' Ашава '), и положај хришћанског Химијарског намесника кога именује краљ Калеб, уз подршку дисидентских елемената унутар Аксумске окупационе силе који су били вољни да се населе у Јемену, а затим и због богатог и плодног земљишта. Стјуарт Манро-Хај, који предлаже 518. годину за датум успона Ду Нуваса, датира овај догађај до 525, док касније хронологије (у којој Ду Нувас долази на власт у 523), говоре да се овај догађај не би могао десити око 530 , премда датум тек Џекис Рикманс претпоставља да је најприближније време 543. година.
Војска коју је послао Калеб да савлада Абраха придружила се његобим редоима и убијен владар војсковођа кога је Калеб послао да га замени (ово се можда односи на Ариата) и други војска је поражена. Након тога Калеб је морао да га дефакто призна за подкраља а овај га је за узврат признао за свог сизерена и плаћао му номинални данак.

## Владавина
За Абраха се тада почиње сматрати како постаје истакнута фигура у историји Јемена, која промовише хришћанство гурајући тиме прст у лице владајућем јудаизму и паганизмима Централне Арабије. И сам ревносни хришћанин, он је нареди да се изгради велика цркву у Санаи и да се поправи главна брана за наводњавање у Сабејској престоници Марибу.
Епиграфски извори који су забележили Абрахину владавину укључују и натпис на Брани Мариб забележили су гушење једног устанка уз подршку коју је пружио син свргнутог владара, Есифимеуса 657. године Сабејске ере тј. између 540-550; виталне поправке на брани извршене су нешто касније исте године; пријем изасланика Негуша, из Византије, из Персије и од Ел Харита ибн Џабалаха иначе филарха Арабије; и завршетак поправке бране у наредној години, затим велики празник радости.
Владарска титула коју је преузео Абраха гласила је "Краљ од сабе и Ду Рајдана и Хандрамута и Јаманата и њихових Арапа на платоу равнице ." је била титуал владара у Химјару.

### Исламска традиција
Исламска традиција приписује Абрахи са војну експедицију против Курејша из Меке и инвазију Хиџаза 570, позната као Година слона.
Тефсир (егзегеза) из суре у којој Ел Фил наводи да је поход пропао.
Предања такође кажу да Абраха наредио да се изгради црква у Санани позната као Ел Калис (од грчког Екклесиа) да би парирала Ћаби у Меки и да је посебно дошао са својим снагама и слоновима да уништи Ћабу.

## Смрт
Не постоје поуздани подаци о датуму смрти Абрахе. Манро Хај његову смрт на основу натписа на Мараигану датира негде након 553. године. Исламска традиција датира је одмах након његовог похода на Меку. На престолу су га наследила његова два сина Јаксум и Масрук, које му је родила Раихана, која је припадала јеменском племству а коју је Абраха преотео од њеног мужа.
Између 570. и 575. године про-Персијска скупина у Јемену успоставила је контакт са сасанидским краљем преко лахмидског принца у Ал-Хири. Персијанци су потом послали трупе под командом Вахреза, које су помогле полу-легендарног Саифу ибн Ди Јазану да избаци Аксумите из Јемена и Јужне Арабије који су постала Персијски доминион и Јеменски вазал у сфери утицаја Сасанидског царства.

### Абрахина смрт према исламској традицији
Према курану, наредног дана, када се Абраха спремао да уђе у Меку, појавио се тамни облак птица. Птице, послате од Аллаха, носиле су сумпор и бомбардовале Абрахину војску, и убиле га као и његову војску. Ово је тем која се помиње у Курану, глава 105 "Ел Фел" (Слон) на следећи начин:
"Зар невидиш како Господ подели власника слонова? Да ли он не изазива њихову ратну заверу да заврши у конфузији, и пошаље (до плена) на њих птице у јатима, да их залије сумпором, тако да Их учини као сламке и поједе ".